# ماندال
ماندال (بالنرويجية: Mandal) هي مدينة وبلدية في مقاطعة فست أغدر، النرويج. مدينة ماندال هي المركز الإداري لبلدية ماندال، التي تقع في منطقة جنوب النرويج التقليدية. تُعد ماندال أقصى بلديات النرويج جنوباً، حيث تمثل الجزيرة الصخرية بيسن (Pysen) أقصى نقطة في جنوب أراضي النرويج.
كما تُعد مدينة ماندال ثاني أكبر مدينة من حيث عدد السكان في مقاطعة فست أغدر بعد مدينة كريستيانساند القريبة. وهي كذلك رابع أكبر مدينة في منطقة أغدر/ جنوب النرويج كلها.

## أماكن الجذب
تُعتبر ماندال منتجعاً شعبياً جداً لقضاء العطلات، بسبب مناخها الصيفي المعتدل والمنعش. تشتهر بشواطئها الممتدة حول المدينة، وأهمها شوساندن (وتعني رمال البحر).
كما يشتهر وسط المدينة بالعديد من المنازل الخشبية البيضاء القديمة الجذّابة، ونهر ماندالسيلفا الذي يمر من خلاله. ومن أماكن الجذب الأخرى كنيسة المدينة، وهي أكبر كنيسة خشبية في النرويج، بها 1800 مقعد ومنبر كبير وراء المذبح. كما يوجد بالمدينة مكتبة عامة ومعرضاً للفنون وقاعة سينما وقاعة حفلات موسيقية، ومسرح يقع في بيت الثقافة (Buen kulturhus) الذي بُني في عام 2012.

## الاقتصاد
تشتهر ماندال بصناعة السفن والصناعات الهندسية، وكذلك صناعة الغزل والنسيج التي يعمل في شركاتها أكثر من 200-300 موظف.
كما تشتهر ماندال أيضا بمهرجان المحار السنوي (Skalldyrfestivalen) في عطلة نهاية الأسبوع الثانية من أغسطس والذي يجتمع خلاله الكثيرون في وسط المدينة لتناول الطعام البحري النرويجي.

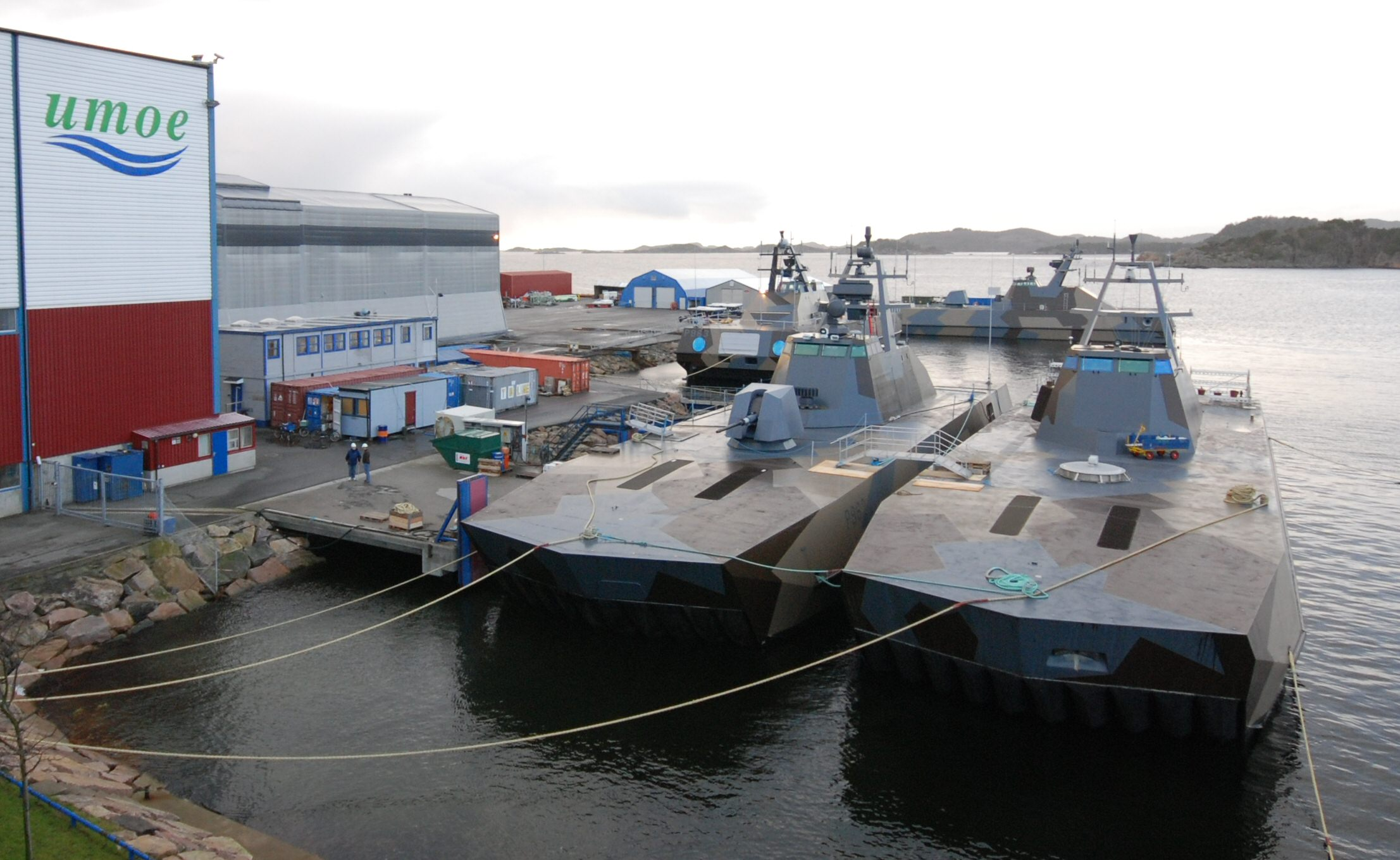
صناعة السفن الحربية وسفن المراقبة

## أعلام
- إدفارد كريستيان دانيلسن
- هانس روس
- أولي يوهان دال
- بنجامين جنسن
- ينس أندرياس هيورث بوغ
- لودفيغ هوب فاي